# Utah Royals
Lo Utah Royals è una società calcistica di calcio femminile professionistico statunitense con sede a Salt Lake City, nello stato federato dello Utah. Milita nella National Women's Soccer League (NWSL), massima serie del campionato femminile statunitense. Gioca le partite casalinghe presso l'America First Field di Sandy.
Fondato il 16 novembre 2017 come Utah Royals FC, ha giocato il suo primo periodo nella NWSL dal 2018 al 2020. Nel dicembre 2020 la NWSL annunciò la cessazione delle attività dei Royals e il trasferimento dei beni relativi alle giocatrici alla squadra di espansione con sede a Kansas City, poi diventata Kansas City Current. I proprietari del Real Salt Lake, David Blitzer e Ryan Smith, hanno ricostituito i Royals nel 2023, riprendendo l'attività agonistica nel 2024.

## Storia

### 2017-2020
Il 16 novembre 2017 il Real Salt Lake annunciò l'acquisto di una franchigia della National Women's Soccer League. Il 20 novembre successivo venne comunicato che il FC Kansas City veniva sciolto e che la nuova squadra con base a Salt Lake City avrebbe ricevuto i contratti della calciatrici del FC Kansas City per la stagione 2018 e i diritti per il draft 2018. Il 27 novembre seguente Laura Harvey venne annunciata come nuova allenatrice della squadra, dopo che aveva dato le dimissioni dalla guida tecnica del Seattle Reign. Il 1º dicembre 2017 venne reso noto che la denominazione del club era "Utah Royals FC" e vennero presentati anche lo stemma e i colori sociali.
La prima partita della squadra in campionato venne disputata il 24 marzo 2018 contro l'Orlando Pride e si concluse in parità; l'islandese Gunnhildur Yrsa Jónsdóttir realizzò la prima rete dello Utah Royals in competizioni ufficiali. Il 14 aprile 2018 venne disputata la prima partita casalinga al Rio Tinto Stadium, davanti a un pubblico di 19023 spettatori. Il campionato venne poi concluso al quinto posto, mancando l'accesso ai play-off per il titolo, nonostante una serie di risultati positivi nella parte finale della stagione regolare. Anche nella stagione 2019 la squadra mancò l'accesso ai play-off, dopo aver concluso al sesto posto in classifica e nonostante un buon avvio di stagione, che aveva portato la squadra anche in testa alla classifica. Becky Sauerbrunn venne premiata come migliore difensore della stagione 2019 di NWSL.
La stagione 2020 di NWSL venne cancellata a causa della pandemia di COVID-19 e sostituita dalla prima edizione della NWSL Challenge Cup a luglio e con una Fall Series, disputata in autunno. Il Royals venne eliminato ai quarti di finale della NWSL Challenge Cup, dopo essere stato sconfitto dallo Houston Dash dopo i tiri di rigore. Il 26 agosto 2020 Dell Loy Hansen annunciò l'intenzione di vendere la Utah Soccer LLC, la società che controllava lo Utah Royals, il Real Salt Lake e il Real Monarchs. Il 7 dicembre 2020 venne ufficializzato lo scioglimento dello Utah Royals FC, dopo la vendita dei diritti di partecipazione alla NWSL e i contratti delle calciatrici alla nuova franchigia con sede a Kansas City.

### Ricostituzione nel 2023
Il 12 marzo 2023 David Blitzer e Ryan Smith, che avevano acquistato il Real Salt Lake, comunicarono la ricostituzione dei Royals, dopo aver acquisito il diritto di partecipazione alla NWSL nel 2024 con un nuovo club di espansione. Pochi giorni dopo, ad Amy Rodriguez, che aveva disputato più di cento partite con la maglia della nazionale statunitense, venne assegnato il ruolo di allenatrice della squadra. Il campionato di NWSL 2024 non iniziò bene per la squadra, che perse undici delle prime quattordici partite. Di conseguenza, con la squadra all'ultimo posto in classifica, il 30 giugno 2024 Amy Rodriguez venne esonerata e il suo posto venne assegnato ad interim a Jimmy Coenraets. Le prestazioni della squadra migliorarono nella seconda parte della stagione, che venne conclusa all'undicesimo posto. Il 24 ottobre 2024 Jimmy Coenraets venne promosso ad allenatore della squadra.

## Colori e simboli

Stemma in uso dal 2018 al 2020.

Il 1º dicembre 2017 venne annunciata la denominazione del club e vennero presentati i principali segni distintivi. Lo stemma, di forma circolare, riprendeva alcuni elementi dello stemma del Real Salt Lake, ponendo al centro il profilo della testa di una leonessa e, al suo interno, il profilo del Delicate Arch, figura iconica del parco nazionale degli Arches. Una corona è posta in alto, mentre due palloni stilizzati sono posti ai lati della scritta "Utah Royals FC". I colori ufficiali del club alla fondazione erano il blu cobalto, il rosso porpora e l'oro. 
Nel 2023, dopo l'annuncio della ricostituzione della squadra, venne presentato anche il nuovo stemma del club, dove il profilo della leonessa è frontale e la corona è stilizzata. Lo stemma mantiene la forma circolare, ma con tre punte in alto attorno alla corona.

## Allenatori
- 2018-2019  Laura Harvey
- 2020  Scott Parkinson (gen.-feb.)
 Craig Harrington (feb.-set.)
 Amy LePeilbet (set.-dic.)
- 2024  Amy Rodriguez (gen.giu.)
 Jimmy Coenraets (giu.-dic.)

## Statistiche

### Partecipazione ai campionati
| Livello | Categoria                      | Partecipazioni | Debutto | Ultima stagione | Totale |
| ------- | ------------------------------ | -------------- | ------- | --------------- | ------ |
| 1º      | National Women's Soccer League | 4              | 2018    | 2024            | 4      |

### Partecipazione alle coppe
| Competizione       | Partecipazioni | Debutto | Ultima stagione | Totale |
| ------------------ | -------------- | ------- | --------------- | ------ |
| NWSL Challenge Cup | 1              | 2020    | 2020            | 1      |

## Organico

### Rosa 2024
Rosa, numeri e ruoli come da sito ufficiale, aggiornati al 4 gennaio 2024.
| N. |                          | Ruolo | Calciatrice               |
| -- | ------------------------ | ----- | ------------------------- |
| 1  | Stati Uniti (bandiera)   | P     | Mandy Haught              |
| 2  | Stati Uniti (bandiera)   | D     | Julia Grosso              |
| 3  | Stati Uniti (bandiera)   | D     | Olivia Griffitts          |
| 4  | Stati Uniti (bandiera)   | A     | Paige Monaghan (capitano) |
| 5  | Stati Uniti (bandiera)   | D     | Lauren Flynn              |
| 6  | Svezia (bandiera)        | C     | Agnes Nyberg              |
| 7  | Stati Uniti (bandiera)   | C     | Michele Vasconcelos       |
| 8  | Stati Uniti (bandiera)   | D     | Kate Del Fava             |
| 9  | Stati Uniti (bandiera)   | A     | Ally Sentnor              |
| 12 | Canada (bandiera)        | D     | Zoe Burns                 |
| 14 | Nuova Zelanda (bandiera) | C     | Macey Fraser              |
| 15 | Stati Uniti (bandiera)   | A     | Brecken Mozingo           |
| 16 | Stati Uniti (bandiera)   | D     | Madison Pogarch           |

| N. |                        | Ruolo | Calciatrice      |
| -- | ---------------------- | ----- | ---------------- |
| 17 | Spagna (bandiera)      | D     | Ana Tejada       |
| 18 | Stati Uniti (bandiera) | D     | Kaleigh Riehl    |
| 20 | Stati Uniti (bandiera) | A     | Cameron Tucker   |
| 21 | Stati Uniti (bandiera) | C     | Mikayla Cluff    |
| 22 | Stati Uniti (bandiera) | C     | Dana Foederer    |
| 23 | Stati Uniti (bandiera) | D     | Darielle O'Brien |
| 24 | Canada (bandiera)      | A     | Cloé Lacasse     |
| 26 | Spagna (bandiera)      | C     | Claudia Zornoza  |
| 27 | Stati Uniti (bandiera) | P     | Carly Nelson     |
| 28 | Stati Uniti (bandiera) | D     | Imani Dorsey     |
| 29 | Giappone (bandiera)    | A     | Mina Tanaka      |
| 32 | Porto Rico (bandiera)  | P     | Cristina Roque   |
| 33 | Stati Uniti (bandiera) | A     | Hannah Betfort   |

### Rosa 2020
Rosa, ruoli e numeri di gara come da sito ufficiale, aggiornati al 12 agosto 2020.
| N. |                          | Ruolo | Calciatrice              |
| -- | ------------------------ | ----- | ------------------------ |
| 1  | Stati Uniti (bandiera)   | P     | Abby Smith               |
| 2  | Scozia (bandiera)        | D     | Rachel Corsie            |
| 3  | Stati Uniti (bandiera)   | D     | Tziarra King             |
| 5  | Stati Uniti (bandiera)   | D     | Kelley O'Hara            |
| 6  | Nuova Zelanda (bandiera) | D     | Katie Bowen              |
| 7  | Stati Uniti (bandiera)   | D     | Elizabeth Ball           |
| 8  | Stati Uniti (bandiera)   | A     | Amy Rodriguez (capitano) |
| 9  | Stati Uniti (bandiera)   | C     | Lo'eau LaBonta           |
| 10 | Canada (bandiera)        | C     | Diana Matheson           |
| 11 | Canada (bandiera)        | C     | Desiree Scott            |
| 12 | Stati Uniti (bandiera)   | C     | Taylor Lytle             |
| 13 | Stati Uniti (bandiera)   | C     | Chestley Strother        |
| 14 | Stati Uniti (bandiera)   | D     | Gaby Vincent             |
| 17 | Stati Uniti (bandiera)   | A     | Arielle Ship             |
| 18 | Stati Uniti (bandiera)   | P     | Nicole Barnhart          |

| N. |                        | Ruolo | Calciatrice                |
| -- | ---------------------- | ----- | -------------------------- |
| 19 | Stati Uniti (bandiera) | D     | Michelle Maemone           |
| 20 | Stati Uniti (bandiera) | D     | Mallory Weber              |
| 21 | Spagna (bandiera)      | C     | Verónica Boquete           |
| 22 | Stati Uniti (bandiera) | D     | Maddie Nolf                |
| 23 | Stati Uniti (bandiera) | A     | Christen Press             |
| 24 | Stati Uniti (bandiera) | A     | Taylor Leach               |
| 25 | Stati Uniti (bandiera) | A     | Brittany Ratcliffe         |
| 29 | Stati Uniti (bandiera) | C     | Kate Del Fava              |
| 30 | Stati Uniti (bandiera) | D     | Marissa Sheva              |
| 33 | Stati Uniti (bandiera) | A     | Holly Daugirda             |
| 38 | Francia (bandiera)     | C     | Aminata Diallo             |
| 42 | Stati Uniti (bandiera) | A     | Raisa Strom-Okimoto        |
| 61 | Stati Uniti (bandiera) | P     | Melissa Lowder             |
| 66 | Islanda (bandiera)     | C     | Gunnhildur Yrsa Jónsdóttir |